# کلیسای جامع سن باسیل
کلیسای جامع سنت بازیل (روسی: Собор Василия Блаженного)، یک کلیسای جامع در میدان سرخ، مسکو روسیه است که به دستور ایوان مخوف و به یادبود فتح کازان و آستراخان بنا شد و در زمان تأسیس، مرتفع‌ترین سازه شهر مسکو محسوب می‌گردید. این کلیسا در مرکز شهر مسکو قرار دارد و تا پیش از بنای برج ناقوس بزرگ ایوان، مرتفع‌ترین سازه مسکو به‌شمار می‌رفت.
سازه اصلی «کلیسای تثلیث» و بعدها «کلیسای جامع تثلیث» است که هشت کلیسای دیگر دور آن هستند و کلیسای دهم نیز در سال ۱۵۸۸ ساخته شد. در سده‌های ۱۶ و ۱۷ این کلیسا، در میان مردم به عنوان تمثیل (ادبیات) معبد اورشلیم شناخته می‌شد و در یکشنبه نخل، با حضور تزار، مراسم گردهمایی ویژه این روز برگزار می‌گردید.
این بنا در سال ۱۹۲۹ میلادی، در راستای سکولاریزاسیون به‌طور کامل تبدیل به موزه شد. از سال ۱۹۹۰ این بنا به همراه کاخ کرملین و میدان سرخ به عنوان یکی از میراث‌های جهانی یونسکو شناخته شد.
گفته می‌شود ایوان مخوف، چنان تحت تأثیر معماری این کلیسا قرار گرفت که دستور داد تا چشم‌های معمار آن، پوستنیک یاکلووف را کور کنند تا دیگر نتواند بنایی به این زیبایی طراحی کند، تا روزی رقیب این سازه نگردد.

## نگارخانه

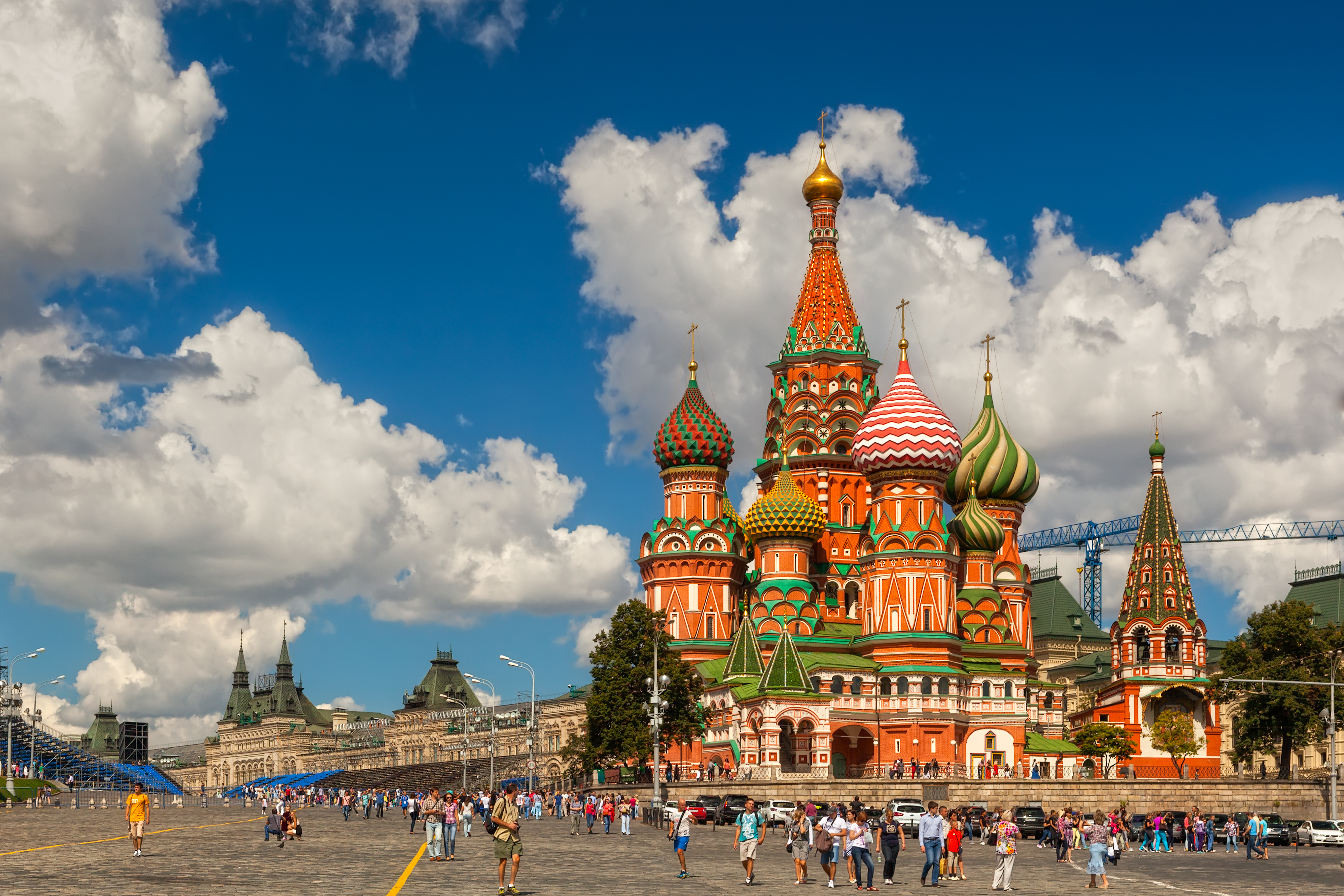
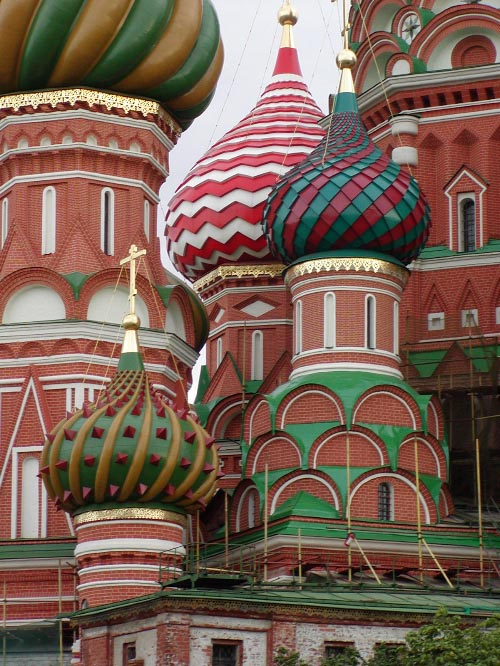
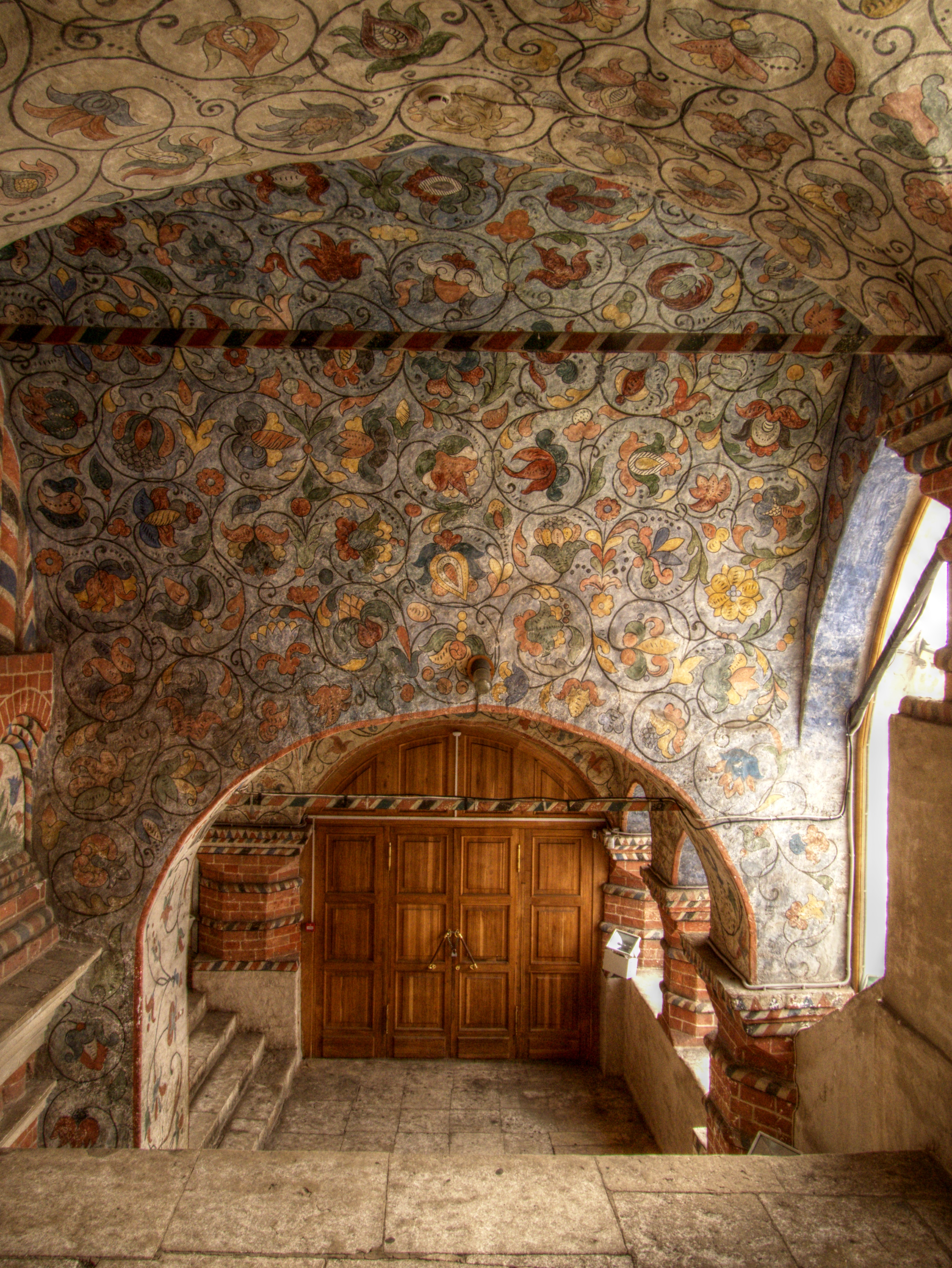
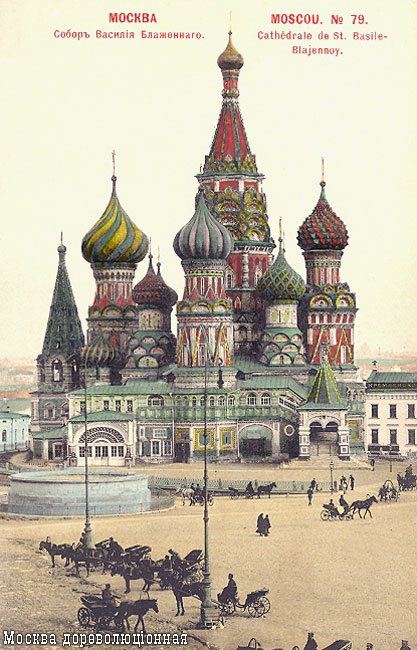
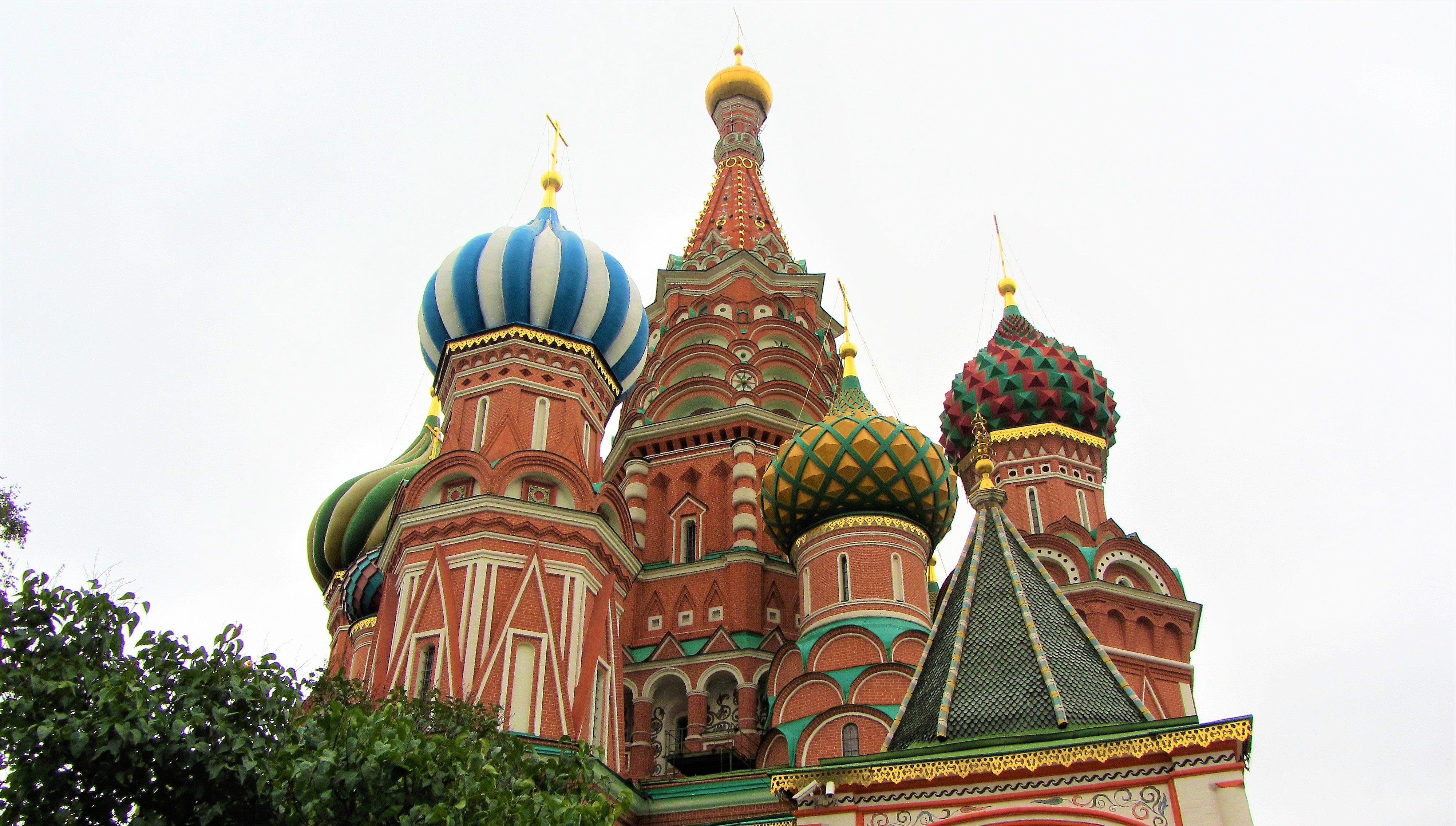
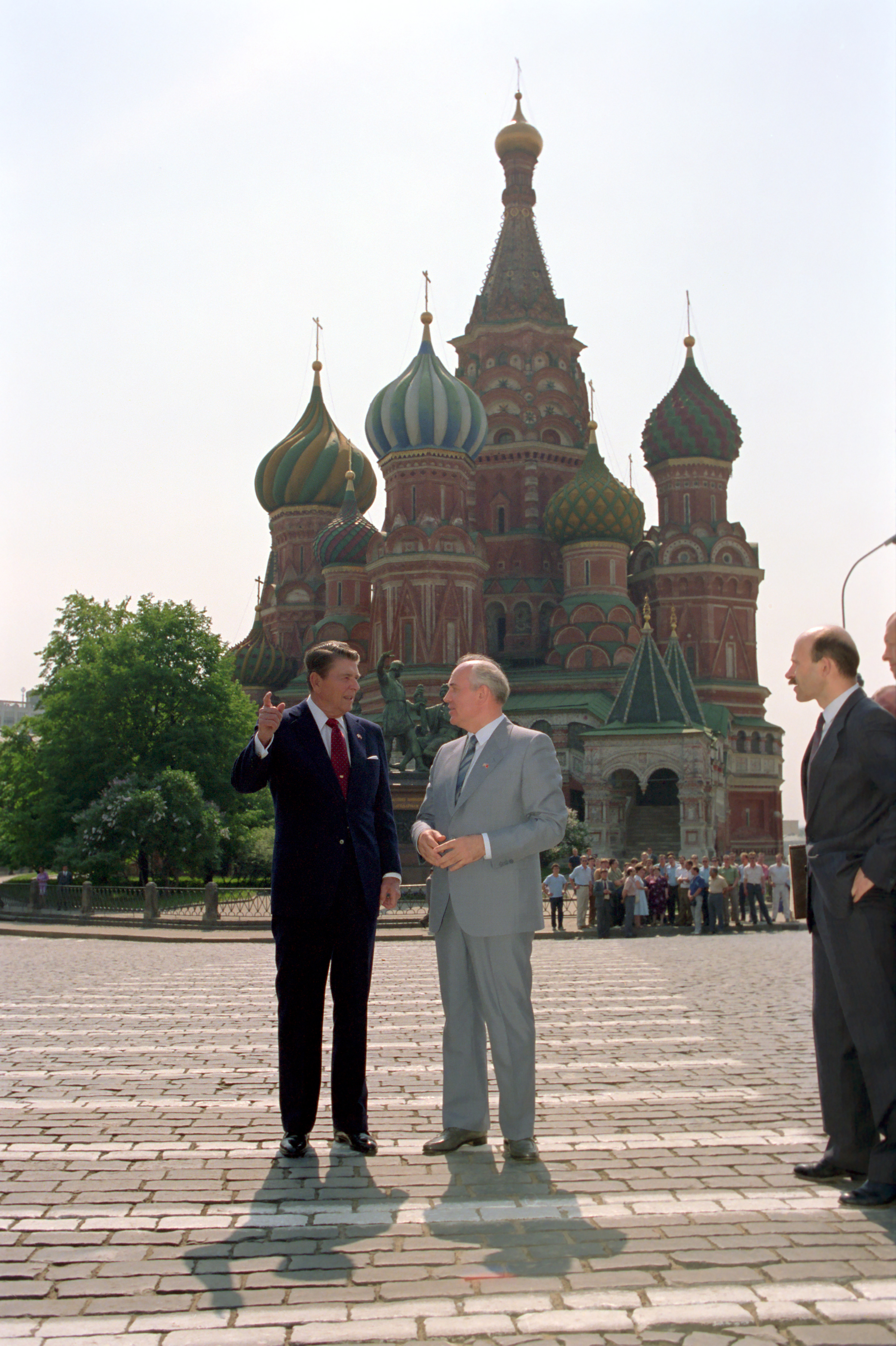